# 光照院
光照院（こうしょういん）は、京都市上京区安楽小路町にある浄土宗系単立の寺院（尼寺）。山号は仏日山。本尊は釈迦如来。尼門跡寺院である。

## 歴史
延文元年（1356年）に、伏見天皇の皇女進子（ますこ）内親王が泉涌寺の無人如導によって落飾し名を自本覚公と改めると、同年室町一条北の地に光照院を建立した。この後、光照院は天台宗・真言宗・禅宗・浄土宗の四宗兼学の寺院となる。
応仁の乱で焼失すると、文明9年（1477年）に後土御門天皇から、かつての持明院統の本拠地であった持明院仙洞御所の跡地を賜わるとそこに移転し、寺名をかつてこの地にあった安楽光院にちなんで同名の安楽光院に改めた。しかし、しばらくして光照寺に戻している。
後陽成天皇の皇女が入寺して後、比丘尼御所となっている。
享保15年（1730年）に西陣の大火で焼失するが、宝暦2年（1752年）に桜町天皇の寄進により復興された。
天明8年（1788年）1月には天明の大火で全焼してしまうが、翌天明9年（1789年）に光格天皇の寄進により再建された。この際に常盤御所の称号を賜っている。
長らく禅宗の寺院であったが、1873年（明治6年）に浄土宗に改宗した。
その後、宸殿と書院が売却されて移されたが、1919年（大正8年）に旧桂宮御殿の一部が移築され、新たな書院とされた。
1961年（昭和36年）には大慈院（明治時代に宝鏡寺に合併された）の末寺であった恵聖院が光照院に移転してその塔頭となっている。恵聖院は応永年間（1394年 - 1428年）に創建され、住職が広橋家の時は恵聖院と称し、日野家の時は瑞華院と称したという「一院両号」の寺院である。現在は1968年（昭和43年）に再建された光照寺本堂が恵聖院の本堂を兼ねている。そのため、本堂には中央に光照寺の本尊・清凉寺式釈迦如来立像が、右に恵聖院の本尊・阿弥陀如来坐像（恵心僧都作という）、左に開山・自本覚公の像が安置されている。
華道常盤未生流家元でもある。

## 境内
- 本堂 - 1968年（昭和43年）に再建。塔頭恵聖院の本堂も兼ねている。天井画は南画家の田能村直外が描いた80面の花天井となっている。
- 書院 - 1919年（大正8年）に旧桂宮御殿の一部を移築。
- 庭園 - 枯山水庭園。樹齢500年の五葉松がある。
- 庫裏
- 毘沙門堂
- 八大龍王社
- 表門
- 常磐会館 - 1928年（昭和3年）に昭和天皇御大典の際の大嘗宮朝集所を移築。
- 山門

## 交通
- 京都市営地下鉄烏丸線今出川駅下車、徒歩8分
- 京都市営バス上京区役所前下車、徒歩8分